# Liga de Campeones de la EHF 2016-17
La Liga de Campeones de la EHF 2016-17 es la 56.ª edición de la mejor competición de clubes de balonmano de Europa. Comenzó el 3 de septiembre y terminó el 29 de mayo.
El Vive Tauron Kielce intentó defender el título que logró en la 2015-16, donde venció en la final al MKB Veszprém. Sin embargo cayó ante el Montpellier en octavos de final.
Finalmente, el RK Vardar logró su primera Champions tras vencer al PSG en la final.

## Formato de competición
Los 28 equipos de la competición están repartidos en cuatro grupos, los dos primeros tienen ocho equipos y los dos siguientes tienen 6 equipos.
- Grupos A y B. El primer equipo de cada grupo pasa directamente a cuartos de final t los equipos entre el segundo y el sexto van a una ronda eliminatoria. Los equipos 7.º y 8.º quedan eliminados.
- Grupos C y D. Los dos primeros equipos de cada grupo juegan un play-off para determinar que dos equipos juegan contra los otros 10 de los dos primeros grupos.

Octavos de final
En esta ronda se enfrentan los equipos que hayan quedado entre los puestos 2 y 6 y los dos ganadores de la eliminatoria de los grupos C y D en una eliminatoria a ida y vuelta.
Cuartos de final
En esta ronda se enfrentan los dos equipos que quedaron en primera posición en los grupos A y B, y todos los que hubiesen superado los octavos de final en una eliminatoria a ida y vuelta
Final Four
Aquí se enfrentan los equipos que hayan logrado pasar los cuartos de final. Quien haya ganado el primer partido se enfrentará en la final al equipo que gane también el otro partido. Los dos equipos perdedores jugarán un partido por el tercer y cuarto puesto.

### Fase de grupos

#### Grupo A
| Pos | Equipo                       | PJ | PG | PE | PP | GF  | GC  | Dif | Pts | Calificación              |
| --- | ---------------------------- | -- | -- | -- | -- | --- | --- | --- | --- | ------------------------- |
| 1.º | FC Barcelona                 | 14 | 12 | 1  | 1  | 413 | 354 | +59 | 25  | Avanza a cuartos de final |
| 2.º | Paris Saint-Germain Handball | 14 | 12 | 0  | 2  | 451 | 383 | +68 | 24  | Avanza a octavos de final |
| 3.º | MKB Veszprém                 | 14 | 8  | 2  | 4  | 381 | 365 | +16 | 18  | Avanza a octavos de final |
| 4.º | SG Flensburg-Handewitt       | 14 | 7  | 1  | 6  | 382 | 366 | +16 | 15  | Avanza a octavos de final |
| 5.º | THW Kiel                     | 14 | 5  | 2  | 7  | 353 | 376 | -23 | 12  | Avanza a octavos de final |
| 6.º | Bjerringbro-Silkeborg        | 14 | 4  | 0  | 10 | 364 | 396 | -32 | 8   | Avanza a octavos de final |
| 7.º | Wisła Płock                  | 14 | 3  | 2  | 9  | 367 | 401 | -34 | 8   | Eliminado                 |
| 8.º | Kadetten Schaffhausen        | 14 | 1  | 0  | 13 | 370 | 440 | -70 | 2   | Eliminado                 |

#### Grupo B
| Pos | Equipo             | PJ | PG | PE | PP | GF  | GC  | Dif | Pts | Calificación              |
| --- | ------------------ | -- | -- | -- | -- | --- | --- | --- | --- | ------------------------- |
| 1.º | Vardar             | 14 | 10 | 0  | 4  | 412 | 378 | +34 | 20  | Avanza a cuartos de final |
| 2.º | Vive Kielce        | 14 | 9  | 0  | 5  | 415 | 390 | +25 | 18  | Avanza a octavos de final |
| 3.º | SC Pick Szeged     | 14 | 8  | 1  | 5  | 376 | 350 | +26 | 17  | Avanza a octavos de final |
| 4.º | Rhein-Neckar Löwen | 14 | 8  | 1  | 5  | 392 | 396 | -4  | 17  | Avanza a octavos de final |
| 5.º | Meshkov Brest      | 14 | 5  | 4  | 5  | 383 | 385 | -2  | 14  | Avanza a octavos de final |
| 6.º | RK Zagreb          | 14 | 4  | 1  | 9  | 332 | 356 | -24 | 9   | Avanza a octavos de final |
| 7.º | RK Celje           | 14 | 3  | 3  | 8  | 399 | 424 | -25 | 9   | Eliminado                 |
| 8.º | IFK Kristianstad   | 14 | 3  | 2  | 9  | 381 | 411 | -30 | 8   | Eliminado                 |

#### Grupo C
| Pos | Equipo              | PJ | PG | PE | PP | GF  | GC  | Dif | Pts | Calificación     |
| --- | ------------------- | -- | -- | -- | -- | --- | --- | --- | --- | ---------------- |
| 1.º | Montpellier HB      | 10 | 8  | 0  | 2  | 302 | 252 | +50 | 16  | Avanza a playoff |
| 2.º | Naturhouse La Rioja | 10 | 5  | 1  | 4  | 294 | 286 | +8  | 11  | Avanza a playoff |
| 3.º | Metalurg Skopje     | 10 | 5  | 0  | 5  | 240 | 251 | -11 | 10  | Eliminado        |
| 4.º | Tatran Prešov       | 10 | 4  | 1  | 5  | 259 | 271 | -12 | 9   | Eliminado        |
| 5.º | Elverum             | 10 | 3  | 2  | 5  | 257 | 274 | -17 | 8   | Eliminado        |
| 6.º | Chejovskie Medvedi  | 10 | 2  | 2  | 6  | 273 | 291 | -18 | 6   | Eliminado        |

#### Grupo D
| Pos | Equipo           | PJ | PG | PE | PP | GF  | GC  | Dif | Pts | Calificación     |
| --- | ---------------- | -- | -- | -- | -- | --- | --- | --- | --- | ---------------- |
| 1.º | HBC Nantes       | 10 | 8  | 1  | 1  | 312 | 270 | +42 | 17  | Avanza a playoff |
| 2.º | Motor Zaporozhye | 10 | 7  | 1  | 2  | 308 | 272 | +36 | 15  | Avanza a playoff |
| 3.º | Besiktas         | 10 | 5  | 1  | 4  | 275 | 289 | -14 | 11  | Eliminado        |
| 4.º | Dinamo București | 10 | 3  | 2  | 5  | 294 | 294 | 0   | 8   | Eliminado        |
| 5.º | Tvis Holstebro   | 10 | 2  | 1  | 7  | 281 | 314 | -33 | 5   | Eliminado        |
| 6.º | ABC Braga        | 10 | 2  | 0  | 8  | 289 | 320 | -31 | 4   | Eliminado        |

### Eliminatoria de clasificación para octavos de final
Partidos a ida y vuelta:
- Naturhouse La Rioja -  HBC Nantes (25-31) (31-37)
- Motor Zaporozhye -  Montpellier HB (34-36) (29-29)

### Octavos de final
| Equipo 1              | Agr.  | Equipo 2            | Ida   | Vuelta |
| --------------------- | ----- | ------------------- | ----- | ------ |
| HBC Nantes            | 53–61 | Paris Saint-Germain | 26–26 | 27–35  |
| Montpellier Handball  | 61–54 | Vive Tauron Kielce  | 33–28 | 28–26  |
| Zagreb                | 41–52 | MKB Veszprém        | 22–23 | 19–29  |
| Bjerringbro-Silkeborg | 48–59 | Pick Szeged         | 24–26 | 24–33  |
| Meshkov Brest         | 51–54 | Flensburg-Handewitt | 25–26 | 26–28  |
| THW Kiel              | 50–49 | Rhein-Neckar Löwen  | 24–25 | 26–24  |

### Cuartos de final
| Equipo 1            | Agr.  | Equipo 2             | Ida   | Vuelta |
| ------------------- | ----- | -------------------- | ----- | ------ |
| Pick Szeged         | 57–60 | Paris Saint-Germain  | 27–30 | 30–30  |
| MKB Veszprém        | 56–48 | Montpellier Handball | 26–23 | 30–25  |
| Flensburg-Handewitt | 51–61 | Vardar               | 24–26 | 27–35  |
| THW Kiel            | 46–49 | FC Barcelona         | 28–26 | 18–23  |

### Semifinal
| Equipo 1     | Resultado | Equipo 2            |
| ------------ | --------- | ------------------- |
| MKB Veszprém | 26–27     | Paris Saint-Germain |
| RK Vardar    | 26–25     | FC Barcelona        |

Tercer y cuarto puesto
| Equipo 1     | Resultado | Equipo 2     |
| ------------ | --------- | ------------ |
| MKB Veszprém | 34–30     | FC Barcelona |

Final
| Equipo 1 | Resultado | Equipo 2  |
| -------- | --------- | --------- |
| PSG      | 23–24     | RK Vardar |

| Liga de Campeones EHF 2016-17 |
| ----------------------------- |
|                               |
| RK Vardar 1.º Título          |

## Estadísticas

### Equipo ideal
| Posición          | Nombre                  | Club           |
| ----------------- | ----------------------- | -------------- |
| Portero           | Gonzalo Pérez de Vargas | FC Barcelona   |
| Extremo derecho   | Víctor Tomás            | FC Barcelona   |
| Extremo izquierdo | Uwe Gensheimer          | PSG            |
| Pivote            | Ludovic Fabregas        | Montpellier HB |
| Central           | Nikola Karabatić        | PSG            |
| Lateral derecho   | Alex Dujshebaev         | RK Vardar      |
| Lateral izquierdo | Mikkel Hansen           | PSG            |
| Mejor joven       | Nedim Remili            | PSG            |
| Mejor entrenador  | Raúl González           | RK Vardar      |

### Máximos goleadores
| N.º | Nombre           | Club           | Goles |
| --- | ---------------- | -------------- | ----- |
| 1   | Uwe Gensheimer   | PSG            | 115   |
| 2   | Mikkel Hansen    | PSG            | 99    |
| 3   | Momir Ilić       | MKB Veszprém   | 89    |
| 4   | Zsolt Balogh     | SC Pick Szeged | 88    |
| 4   | Jure Dolenec     | Montpellier HB | 88    |
| 6   | Kiril Lazarov    | FC Barcelona   | 85    |
| 7   | Alex Dujshebaev  | RK Vardar      | 81    |
| 7   | Nedim Remili     | PSG            | 81    |
| 7   | Rastko Stojković | Meshkov Brest  | 81    |
| 10  | Nikola Karabatić | PSG            | 79    |